# 丸山洋司
丸山 洋司（まるやま ようじ）は、日本の文部科学官僚。ノンキャリア初の文部科学省局長として、文部科学省初等中等教育局長を務めたのち、ノンキャリア初の事務次官級として文部科学審議官に昇格。退官後、文部科学省参与を経て、公立学校共済組合理事長。

## 人物・経歴
大分県出身。1981年に大分県立大分上野丘高等学校卒業後、大学受験浪人となり、同年 国家公務員採用初級試験（行政事務）合格。1982年 大分医科大学事務局入局。同総務部勤務を経て、上司の勧めで転任試験を受け、1988年 文部省配属。自治官僚出身の間島正秀の下で自治体経営を学びたいと考え、法政大学大学院公共政策研究科修士課程に入学し、2017年に修了。修士。
文部科学省大臣官房会計課地方財政室長、文部科学省初等中等教育局財政課教育財政室長等を経て、2016年 文部科学省初等中等教育局特別支援教育課長。2017年 文部科学省高等教育局私学部私学助成課長。2018年に玉上晃とともに文部科学省発足以来初となるノンキャリア出身審議官として、文部科学省大臣官房審議官（初等中等教育局担当）兼内閣府子ども・子育て本部審議官に昇格。
文部科学省天下り問題や文部科学省汚職事件を受けた組織改革の一環として、2019年にノンキャリア初の文部科学省局長として、初等中等教育局長に昇格。昇格後のインタビューでは、異例の人事について「正直、驚きました」とコメントした。現場主義を自認し、好きな言葉は「一隅を照らす」。局長として、長年関心を持っていた教育条件整備等による教育格差解消などに取り組んだ。2020年ノンキャリア初の事務次官級文部科学審議官に昇格。2022年辞職。同年文部科学省参与、公立学校共済組合理事長。